# Naturvetenskapliga forskningsrådet
Naturvetenskapliga forskningsrådet (NFR) var en svensk myndighet som existerade 1946 till 2000. NFR var ett forskningsråd som förmedlade finansiering till grundforskning inom naturvetenskap och matematik vid svenska universitet och högskolor, och skötte finansiering av svensk medverkan i europeiska forskningssamarbeten såsom CERN. 1977 tog NFR även över de uppgifter som tidigare legat på Statens råd för atomforskning.
Från 1 januari 2001 ersattes NFR och flera andra svenska forskningsråd av Vetenskapsrådet.